# 大星天蛾
大星天蛾（学名：Dolbina inexacta）是鱗翅目天蛾科的一种，成虫翅长45毫米，体翅暗黄色，有金色光泽。肩板外缘有白色细纹，胸背中央有“八”字形白色纹。腹部背线为棕黄色斑点，两侧各有一行白褐色圆点。前翅内线棕褐色，中线及外线棕黑色，中室有白色圆星一枚。后翅棕褐色，基部颜色较浅。幼虫以梣树为寄主，体长52～55毫米，粉绿色至草绿色，自腹部第1节至第8节有自侧板达背中线的白色斜带，每条斜带跨越3个体节。蛹长75～80毫米，棕褐色至黑色。分布于亚洲东部和南部地区。